# Larry Adler

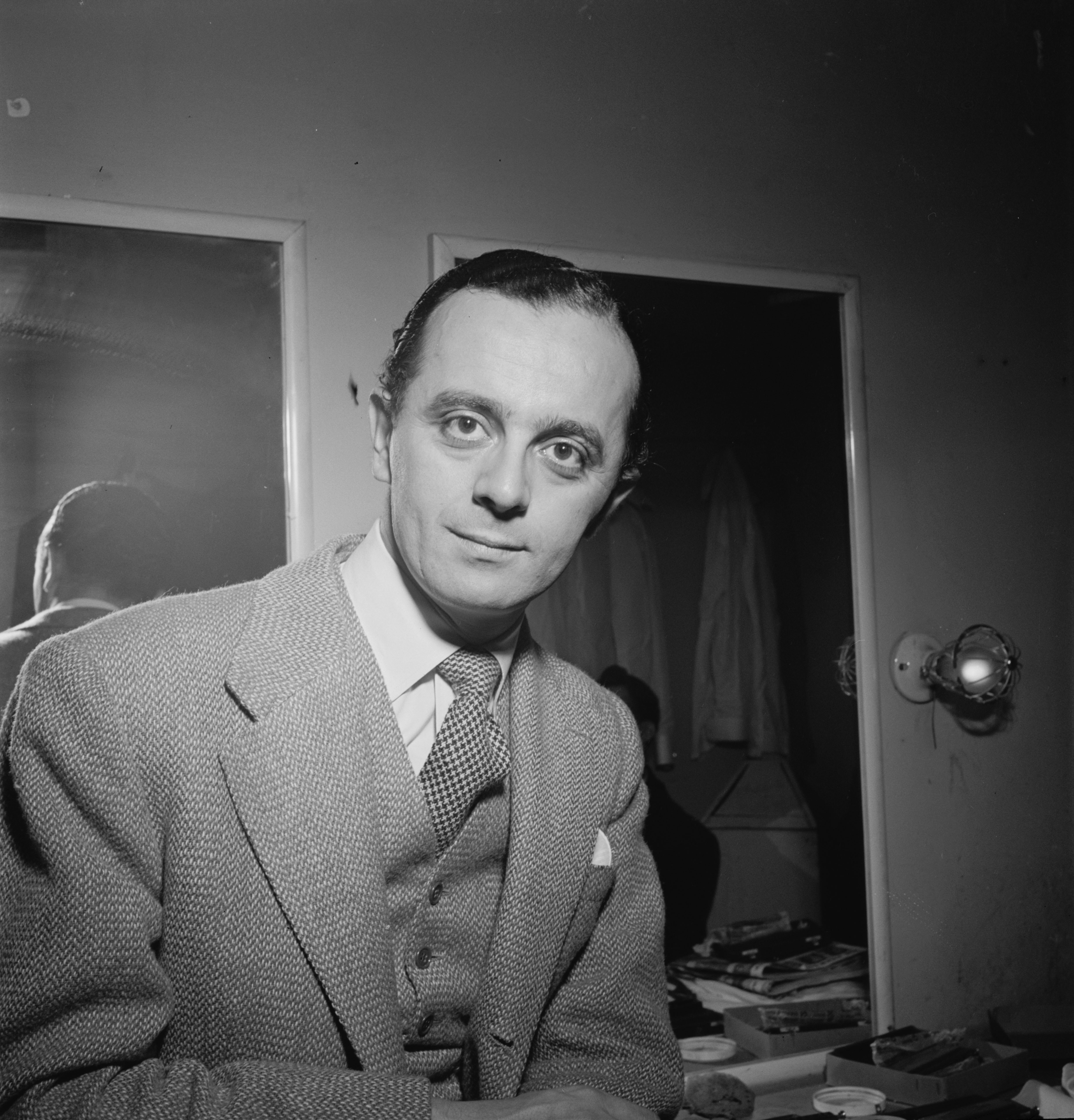
Larry Adler, ca. Januar 1947.
Fotografie von William P. Gottlieb.

Lawrence Cecil „Larry“ Adler (* 10. Februar 1914 in Baltimore, Maryland; † 7. August 2001 in London) war ein US-amerikanischer Mundharmonikaspieler und Autor.

## Leben
Adler begann, ebenso wie sein jüngerer Bruder Jerry früh, Mundharmonika zu lernen. Bereits seit den 1920er Jahren wurde Adler für seine Virtuosität auf der Mundharmonika ausgezeichnet, vornehmlich auf chromatischen Instrumenten. Er spielte in den 1930er Jahren Kompositionen von Gershwin ein, arbeitete mit Django Reinhardt und dessen Quintette du Hot Club de France, mit John Kirbys Sextett sowie Tanz- und Showorchestern zusammen. In den 1930er Jahren war er als Schauspieler in einigen Filmen zu sehen, 1944 folgte eine weitere Rolle in Musik für Millionen. 1948 absolvierte er einen Auftritt als er selbst in Drei kleine Biester.
Für die Mitarbeit an dem Soundtrack für den Film Die feurige Isabella erhielt er 1955 eine Oscar-Nominierung, obgleich sein Name wegen des McCarthyismus nicht auf dem Filmabspann auftauchte. Später verfasste er für Harper’s Queen eine Lebensmittel-Kolumne. Seine Autobiographie, die nach der Komposition It Ain’t Necessarily So von Gershwin betitelt ist, erschien 1985.
Durch seine Mitarbeit an der CD The Glory of Gershwin, die bis auf Platz zwei der britischen Albumcharts stieg, erhielt er Anfang der 1990er Jahre einen Eintrag in das Guinness-Buch der Rekorde als ältester Musiker, der die Top 10 erreichte. Das Album wurde außerdem mit einer Goldenen Schallplatte in Großbritannien ausgezeichnet. Die ausgekoppelte Single The Man I Love von Kate Bush mit Larry Adler erreichte Platz 27 der britischen Hitparade.
Eine seiner letzten Arbeiten war die Zusammenarbeit mit Frank Sinatra, der ihn 1994 für sein 2. Album Duets engagierte, für das Lied For Once in My Life, an dessen Anfang er noch einmal seine Mundharmonika-Kunst präsentierte.
Larry Adler starb am 7. August 2001 in London im Alter von 87 Jahren. Er wurde im Golders Green Crematorium eingeäschert, wo sich auch seine Asche befindet.

## Filmografie (Auswahl)
Filmmusik
- 1955: Die feurige Isabella (Genevieve)
- 1961: Platz nehmen zum Sterben (The Hellions)
- 1963: Männer – hart wie Eisen (The Hook)
- 1964: King and Country – Für König und Vaterland (King & Country)
- 1965: Sturm über Jamaika (A High Wind in Jamaica)

Schauspieler
- 1944: Musik für Millionen